# 川島やよい
川島 やよい（かわしま -、2月18日 - ）は、日本の女性声優。愛知県出身。
以前はオフィス野沢に所属していた。

## 出演作品

### テレビアニメ
- きらりん☆レボリューション（ファン）

### 吹き替え
- RUDDI（ルーディ）

### ゲーム
- プリンセスメーカー4（ランジェ・リーマンセ）
- ロマンシング サガ -ミンストレルソング-（ギュウ軍女の子）